# 多德雷赫特
多德雷赫特（荷蘭語：Dordrecht，荷蘭語：[ˈdɔrdrɛxt] ⓘ），简称多特（荷蘭語：Dordt，荷蘭語：[dɔrt] ⓘ），是荷兰南荷兰省的一座城市，占据着整个多德雷赫特岛，人口118,613人（2007年）。

## 友好城市
- 英格兰黑斯廷斯
- 德国雷克灵豪森
- 保加利亚瓦尔纳
- 喀麦隆巴门达
- 南非多德雷赫特